# Ski Jump International
Ski Jump International – seria komputerowych gier zręcznościowych o tematyce skoków narciarskich, przeznaczona na komputery osobiste. Jedna z pierwszych gier komputerowych w historii poświęconych wyłącznie tej dyscyplinie sportu. Autorem gier jest fiński programista Ville Könönen.

## Historia
Do stworzenia tytułu autora zainspirowało mało realistyczne w jego odczuciu odwzorowanie skoków narciarskich w grze The Games: Winter Challenge z 1991 roku. Pierwsza część serii zatytułowana Lartzan Skijump powstała 15 września 1994 roku i była dostępna wyłącznie w języku fińskim. Gra w wersji 1.7 została udostępniona do pobrania w internecie na licencji freeware 27 grudnia 1995 na prywatnej stronie domowej autora w domenie Technicznego Uniwersytetu Helsińskiego, którego był wówczas studentem. Ostatnia aktualizacja, oznaczona numerem 1.71, otrzymała również wydanie anglojęzyczne pod nazwą Lartza's Skijump International, które zostało opublikowane 4 marca 1996.
Po odbyciu obowiązkowej służby wojskowej, Ville przystąpił do prac nad drugą częścią serii. Jej premiera nastąpiła 18 grudnia 1997. Została wydana już wyłącznie w języku angielskim. Gra była udostępniana w internecie i MBnecie na licencji shareware, a opłata rejestracyjna wynosiła 50 marek fińskich. Wydana 18 maja 1998 wersja 2.10 wymagała ponownej płatnej rejestracji, jednak dla osób które zakupiły już wcześniej wersję premierową, cena była obniżona.
Trzecia i ostatnia część została wydana 1 października 2000 i zawierała wsparcie dla wielu wersji językowych. W grudniu 2013 roku została udostępniona na licencji freeware, natomiast w czerwcu 2020 roku jej kod źródłowy został otwarty na licencji GPL-3.0.
Przy dwóch pierwszych odsłonach cyklu, w programowaniu grafiki pomagali Janne Heinonen i Mikko Aalto, natomiast przy trzeciej części za ten obszar oraz za grafiki skoczni odpowiedzialny był kuzyn Villego, Lasse Makkonen.

## Tryby gry
Pierwsza część serii oferowała tryb Pucharu Świata, Turniej drużynowy oraz praktykę. W części drugiej na wzór Turnieju Czterech Skoczni pojawiły się Cztery Skocznie Ameryki. W części trzeciej Turniej Czterech Skoczni zastąpił Cztery Skocznie Ameryki, dodane zostały również tryby Własny Puchar oraz Król Skoczni. Trzecia część gry posiada 20 skoczni powiązanych z zawodami Pucharu Świata.

## Odbiór
Ski Jump International 3 został doceniony przez krytyków za model rozgrywki, który określono jako przystępny, a jednocześnie wymagający wprawy aby osiągać dobre wyniki. Zwracano jednak uwagę na oprawę graficzną, która zdaniem recenzentów nie dorównywała poziomem rozgrywce.
Juho Kuorikoski w swojej monografii na temat historii fińskich gier komputerowych Sinivalkoinen pelikirja uznał Ski Jump International 2 za najlepszą część serii.
Sprzedano około tysiąca pełnych wersji Ski Jump International 3, co było wynikiem dwukrotnie lepszym, niż w przypadku Ski Jump International 2.